# Saue (município rural)
Saue (em estoniano:  Saue vald) é um município rural estoniano localizado na região de Harjumaa.